# Toxomerus apegiensis
Toxomerus apegiensis är en tvåvingeart som först beskrevs av Ralph E. Harbach 1974.  Toxomerus apegiensis ingår i släktet Toxomerus och familjen blomflugor. Inga underarter finns listade i Catalogue of Life.